# 暗色鳳䲁
暗色鳳䲁（學名：Salarias obscurus），又稱暗色唇齒䲁，為輻鰭魚綱鳚形目䲁科鳳䲁屬的一種，分布於中西太平洋菲律賓海域，深度0至6公尺，本魚體延長略側扁，頭短鈍，上下唇光滑，體色通常為均勻的深褐色，胸鰭和尾鰭無斑點，背鰭硬棘12枚、背鰭軟條18-21枚、臀鰭硬棘2枚、臀鰭軟條19-21枚，體長可達13公分，棲息在沿海的珊瑚礁或岩礁，雌魚產附著性卵，雄魚有護卵行為，幼魚為浮游性，生活習性不明。